# 江南京華夢
《江南京华梦》（英語：Empress, Emperor down Jiangnan），2002年中國古裝劇，由陈浩民、佘诗曼、徐怀钰、贾一平和毛羽峰主演。首播时间是在2003年7月，另外亦有在浙江卫视、無綫電視和三立都會台播映。

## 主要演员
| 演員   | 角色          | 暱稱/關係                               | 粤配   |
| 陈浩民 | 爱新觉罗·弘历 | 高天赐 大清国皇帝                       | 羅偉傑 |
| 佘诗曼 | 皇 后         | 皇后 乾隆帝的正室                       | 曾月娥 |
| 佘诗曼 | 紫 霞         | 紫霞 日月社成员 钟原鹿的义女 钟亮的义妹 | 曾月娥 |
| 贾一平 | 顾子杰        | 顾子杰 明代大儒／顾炎武的后代           |        |
| 徐怀钰 | 小 玉         | 小玉 离家出走的富家女                   |        |
| 张 彤  | 德 妃→贵妃    | 德贵妃 乾隆帝的妃子 那亲王的妹妹        | 朱妙蘭 |
| 刘 薇  | 莲 儿         | 莲儿 皇后的近身侍婢                     | 曾月娥 |
| 许守钦 | 纪晓岚        | 纪老 文渊阁大学士                       |        |
| 毛羽锋 | 鄂容安        | 鄂容安 大内三品带刀侍卫                 | 陳冠宏 |
| 徐 鸣  | 钟原鹿        | 钟原鹿 日月社首领 钟亮的父亲 紫霞的义父 | 羅偉亮 |
| 杨 超  | 钟 亮         | 钟亮 日月社成员 钟原鹿的儿子 紫霞的义兄 |        |
| 李 明  | 那劳氏        | 那亲王 蒙古王的儿子 德妃的兄长          |        |